# Gosette
Une gosette est une pâtisserie belge de forme semi-circulaire à base de pâte à tarte contenant une garniture de fruits. On la retrouve en Wallonie, à Bruxelles ainsi qu'à Gand.
Contrairement au chausson parfois de forme triangulaire et à base de pâte feuilletée, la gosette est souvent de forme semi-circulaire, faite de pâte à tarte, souvent saupoudrée de sucre glace et parfois incisée d'un ou plusieurs petits coups de ciseaux à sa surface. Elle contient une garniture de fruits dont les plus courants sont la pomme, la cerise, la prune, la rhubarbe ou l'abricot.
La gosette se mange froide. La gaufre aux fruits est une variante, constituée des mêmes ingrédients se présentant sous la forme d'une gaufre rectangulaire.
Le mot « gosette » tirerait son origine du mot wallon « gozå », qui est une tarte aux pommes recouverte d'une couche de pâte.